# Sabin (Minnesota)
Sabin è un comune degli Stati Uniti d'America, situato nello Stato del Minnesota, nella contea di Clay.

## Storia
La città prende il nome da Dwight M. Sabin, senatore del Minnesota dagli Stati Uniti.Dal 1881 esiste un ufficio postale a Sabin. La città ospita una serie di attività per bambini e adulti denominate "Sabin Harvest Days" ogni anno.